# Купово-Фольварк
Купово-Фольварк (пол. Kupowo-Folwark) — село в Польщі, у гміні Шиплішки Сувальського повіту Підляського воєводства.
Населення — 67 осіб (2011).
У 1975-1998 роках село належало до Сувальського воєводства.

## Демографія
Демографічна структура станом на 31 березня 2011 року:
|          | Загалом | Допрацездатний вік | Працездатний вік | Постпрацездатний вік |
| -------- | ------- | ------------------ | ---------------- | -------------------- |
| Чоловіки | 34      | 11                 | 19               | 4                    |
| Жінки    | 33      | 11                 | 15               | 7                    |
| Разом    | 67      | 22                 | 34               | 11                   |